# Objaw Mayra
Objaw Mayra – występujący w zakrzepicy żył głębokich objaw o niezadowalającej czułości i swoistości (obie <50%, podobnie jednak jak większość objawów zakrzepicy). Polega on na bolesności łydki przy jej ucisku ręką.